# ЗІЛ-4334
ЗІЛ-4334 — сімейство російських вантажних автомобілів виробництва Заводу ім. Лихачова з колісною формулою 6х6. Прийшло на зміну ЗІЛ-131, хоч виробництво тривало разом з ним по 2012 рік.
Вантажівка поставляється в двох основних виконаннях: бортовий і шасі без кузова. За бажанням замовника може комплектуватися подовженою семимісною кабіною замість стандартної тримісної.

## Історія

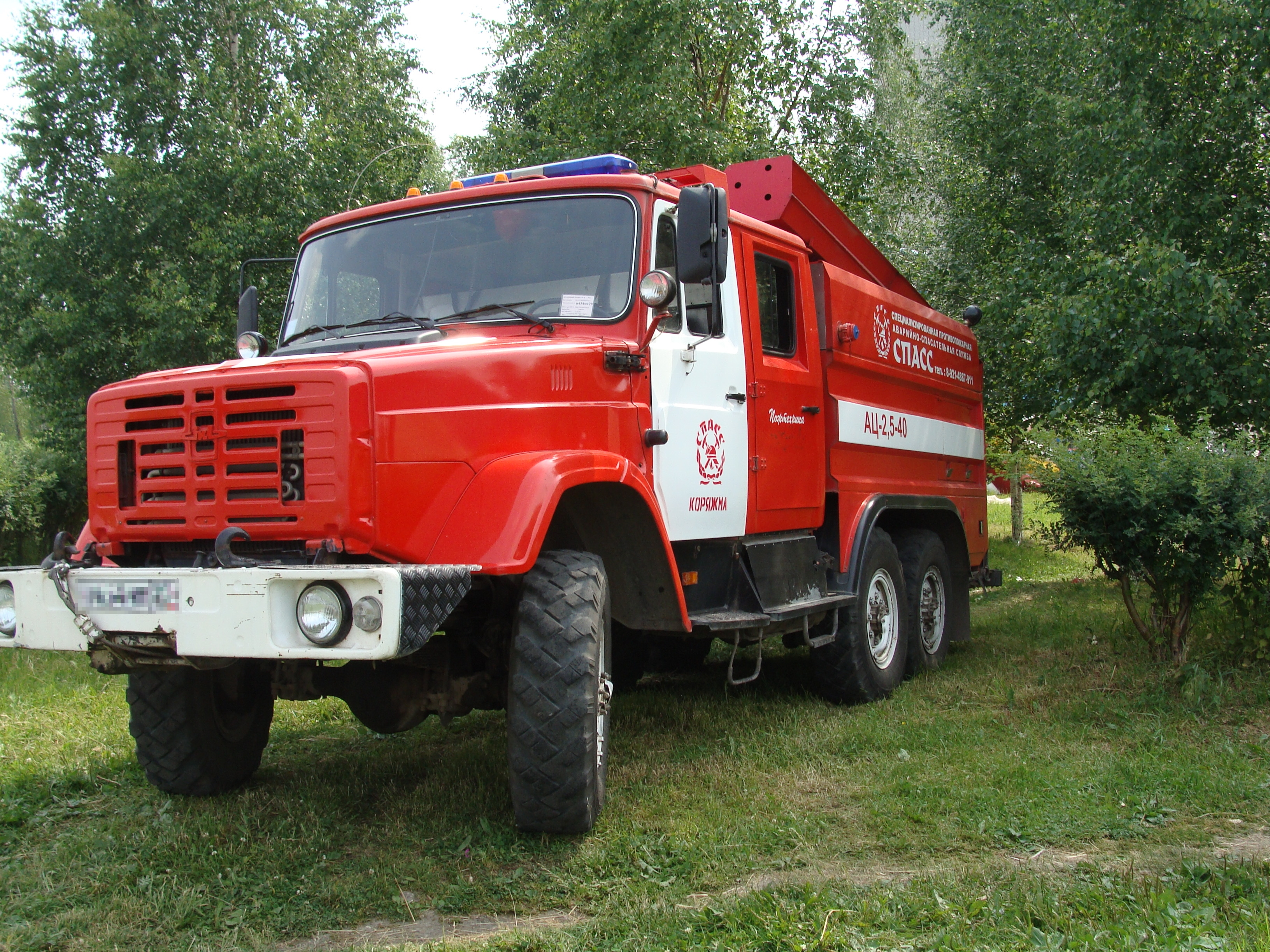
ЗІЛ-433442

В кінці 1980-х років назріла необхідність оновлення моделі тривісної вантажівки підвищеної прохідності. У 1990 році з'явився дослідний зразок ЗІЛ-433410, який поєднував вдосконалене шасі ЗІЛ-131, що випускається з 1966 року, з кабіною випущеного в 1987 році ЗІЛ-4331. У 1994 році машини пішли в серію під індексами 433420 (бортовий) і 433422 (шасі). Перше покоління машин оснащувалося багатопаливним військовим дизелем ЗІЛ-6451.
У 2000 році три ЗІЛ-433420 здійснили автопробіг за маршрутом Москва-Якутськ-Уелен-Північна Америка-Західна Європа-Калінінград-Москва довжиною більше 45 000 км.
У 2002-2004 роках серійні ЗІЛ-4334 були оснащені двигунами ЗІЛ і ММЗ, що відповідали екологічним нормам Євро-2 і Євро-3.
З 2002 року випускається варіант ЗІЛ-4334КО зі спальним місцем за водійським сидінням, в зв'язку з чим кабіна подовжена на 50 см. Ця модель оснащувалася дизельним двигуном Caterpillar.

## Опис
Колісна формула автомобіля — 6×6. Передній міст відключається. Середній міст є проміжним, через нього потужність надходить на задній міст. Всі мости блокуються. На роздавальній коробці є люк для відбору потужності (до 60 к.с.) на додаткові пристрої спецтехніки. Коробка механічна, п'ятиступінчаста, роздавальна коробка двоступенева, лонжерони рами мають товщину 8 мм.
Рульовий механізм оснащений гідравлічним підсилювачем. Радіус розвороту - 10 м. Автомобіль долає підйом з кутом 35° і брід з рівнем до 1,4 м. Дорожній просвіт - 33 см.
Підвіска всіх коліс незалежна (ресорна з гідроамортизаторами попереду, рессорно-балансирна на другому і третьому мосту). Гальма барабанні. Гальмівна система пневматична, одноконтурна, з можливістю підключення причепа. Тиск в шинах регулюється, можлива підкачка пробитого колеса на ходу. Напруга в бортовій мережі - 24В, акумуляторів два.

## Модифікації
- ЗІЛ-433410 - дослідний, інша кабіна (1992-1994).
- ЗІЛ-433420 - серійний, базова вантажівка сімейства 4334, заміна ЗІЛ-131Н, кабіна ЗІЛ-4331 з панорамним лобовим склом, двигун ЗІЛ-6451 170 к.с. (дизель), ГУР, лебідка (з 1995).
- ЗІЛ-433430 - серійний, кабіна ЗІЛ-4331 з панорамним лобовим склом, двигун ЗІЛ-645 185 к.с. (дизель), ГУР, лебідка (з 1995).
- ЗІЛ-433440 - серійний, кабіна ЗІЛ-4331 з панорамним лобовим склом, двигун ЗІЛ-508.10 150 к.с. (карбюраторний), ГУР, лебідка (з 2002).
- ЗІЛ-433450 - серійний, кабіна ЗІЛ-4331 з панорамним лобовим склом, двигун ЗІЛ-0550 132 к.с. (дизель), ГУР, лебідка (з 2002).
- ЗІЛ-433474 - серійний, 7-місна кабіна ЗІЛ-4331, двигун ЗІЛ-508.10 150 к.с. (карбюраторний), ГУР, лебідка.
- ЗІЛ-4334КО - серійний, подовжена кабіна ЗІЛ-4331 зі спальником,  двигун Cat-3116 170 к.с. (дизель), ГУР, лебідка (з 2002).
- ЗІЛ-4334В1 - серійний, кабіна ЗІЛ-4331 з панорамним лобовим склом, двигун ММЗ Д-245.30Е2 156 к.с. (дизель), ГУР, АБС, лебідка (з 2004)[1].